# Borengan
Borengan is een bestuurslaag in het regentschap Simeulue van de provincie Atjeh, Indonesië. Borengan telt 321 inwoners (volkstelling 2010).